# Marc 16

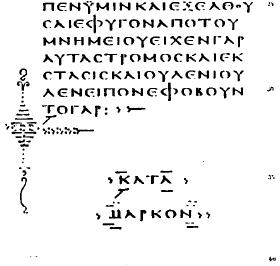
Marc 16, Codex Vaticanus, onciale 59 (Gregory-Aland).

Marc 16, ou encore la finale de Marc, est le dernier chapitre de l'Évangile selon Marc. Cette finale représente l'un des principaux problèmes étudiés par les exégètes du Nouveau Testament.

## La problématique
Marc 16 décrit l'arrivée des Saintes Femmes aux abords du tombeau vide le surlendemain de la crucifixion. Cet épisode occupe les versets 16:1-8. Il s'achève sur le silence des femmes, qui n'osent pas annoncer la résurrection de Jésus « car elles avaient peur ». Il est suivi des versets 16:9-20, qui relatent les apparitions de Jésus ressuscité devant ses disciples et marquent la fin de cet évangile.
Or ces douze derniers versets, connus sous le nom de « finale longue de Marc », par opposition à sa « finale courte » qui s'achève en 16:8, sont considérés comme une interpolation tardive par la plupart des spécialistes. La datation et les modalités de cet ajout posent d'autant plus de questions que l'évangile marcien, rédigé vers 65-75, est le plus ancien synoptique. Les Épîtres pauliniennes, qui lui sont antérieures de 15 ou 20 ans, proclament la résurrection de Jésus-Christ mais n'en livrent pas le récit.
Marc 16 est le tout premier écrit, par ordre chronologique, qui évoque les circonstances de cette résurrection.

## Les différentes finales
Corina Combet-Galland, professeur de Nouveau Testament à la Faculté de théologie protestante de Paris, se réfère notamment aux travaux de l'exégète jésuite Joseph Hug pour répertorier les variantes de Marc 16 et en établir la datation.

### La finale courte

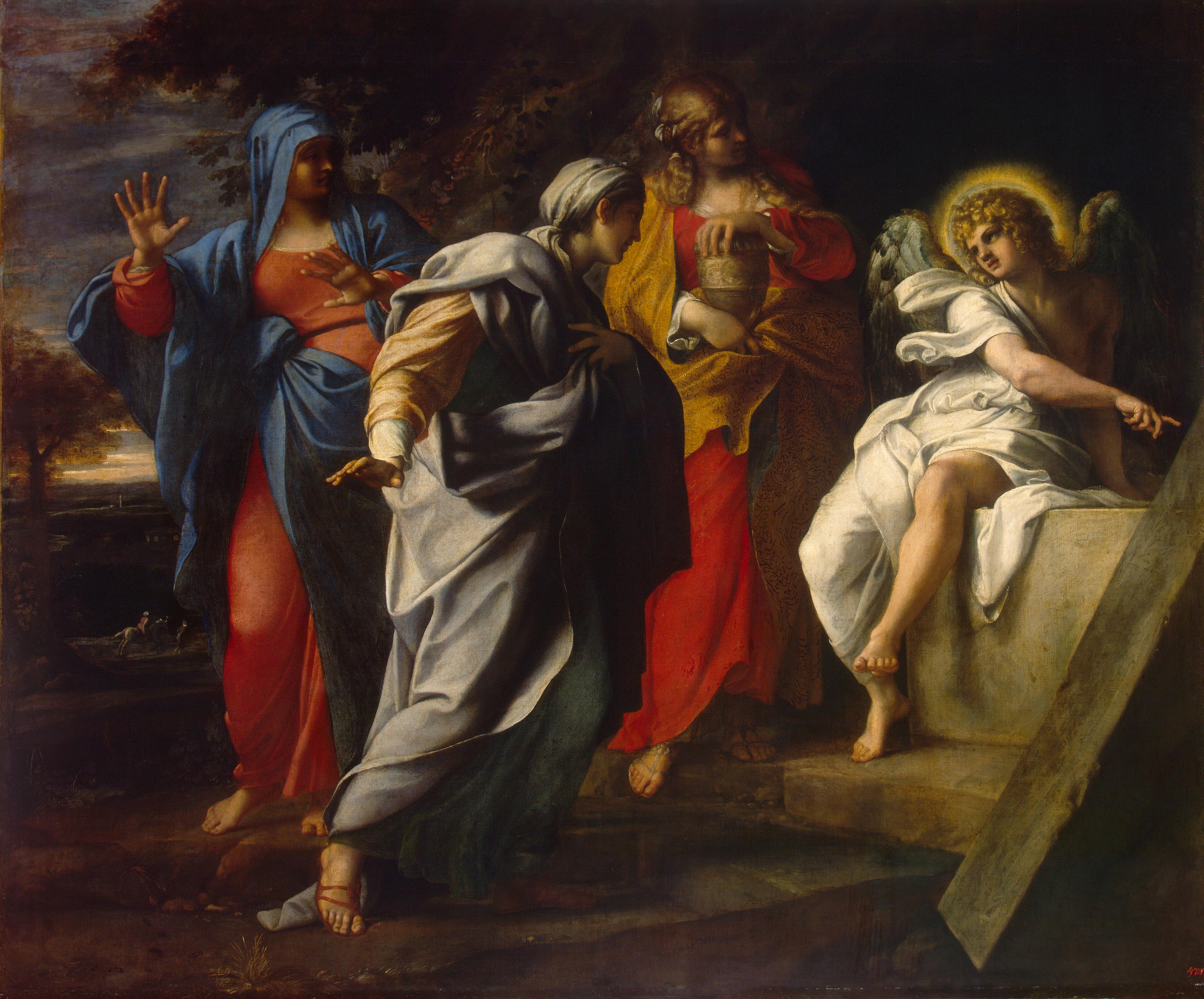
Les Saintes Femmes au sépulcre par Annibale Carracci.

La première partie de Marc 16 (Mc 16:1-8) relate l'arrivée de Marie de Magdala, de Marie, mère de Jacques, et de Salomé au sépulcre. À l'intérieur, elles aperçoivent un jeune homme vêtu de blanc.
« Il leur dit : "Ne vous épouvantez pas ; vous cherchez Jésus de Nazareth, qui a été crucifié ; il est ressuscité, il n’est point ici ; voici le lieu où on l’avait mis. Mais allez dire à ses disciples et à Pierre qu’il vous précède en Galilée : c’est là que vous le verrez, comme il vous l’a dit." Elles sortirent du sépulcre et s’enfuirent. La peur et le trouble les avaient saisies ; et elles ne dirent rien à personne, à cause de leur effroi. »

### La finale courte avec l'addition brève
Le verset 8 est suivi de : « Elles racontèrent brièvement aux compagnons de Pierre ce qui leur avait été annoncé. Ensuite, Jésus lui-même fit porter par eux, de l'orient jusqu'au couchant, la proclamation sacrée et incorruptible du salut éternel. »

### La finale longue
Cette finale comprend Mc 16:1-8 et Mc 16:9-20.
Le texte de Mc 16:9-20 est : « Jésus, étant ressuscité le matin du premier jour de la semaine, apparut d’abord à Marie de Magdala, de laquelle il avait chassé sept démons. Elle alla en porter la nouvelle à ceux qui avaient été avec lui, et qui s’affligeaient et pleuraient. Quand ils entendirent qu’il vivait, et qu’elle l’avait vu, ils ne le crurent point. Après cela, il apparut, sous une autre forme, à deux d’entre eux qui étaient en chemin pour aller à la campagne. Ils revinrent l’annoncer aux autres, qui ne les crurent pas non plus. Enfin, il apparut aux onze, pendant qu’ils étaient à table ; et il leur reprocha leur incrédulité et la dureté de leur cœur, parce qu’ils n’avaient pas cru ceux qui l’avaient vu ressuscité. Puis il leur dit : Allez par tout le monde, et prêchez la bonne nouvelle à toute la création. Celui qui croira et qui sera baptisé sera sauvé, mais celui qui ne croira pas sera condamné. Voici les miracles qui accompagneront ceux qui auront cru : en mon nom, ils chasseront les démons ; ils parleront de nouvelles langues ; ils saisiront des serpents ; s’ils boivent quelque breuvage mortel, il ne leur fera point de mal ; ils imposeront les mains aux malades, et les malades seront guéris. Le Seigneur, après leur avoir parlé, fut enlevé au ciel, et il s’assit à la droite de Dieu. Et ils s’en allèrent prêcher partout. Le Seigneur travaillait avec eux, et confirmait la parole par les miracles qui l’accompagnaient. »

### La finale doublement longue
Cette finale comprend Mc 16:1-8, l'addition brève et Mc 16:9-20.

### La finale avec interpolation dulogionde Freer

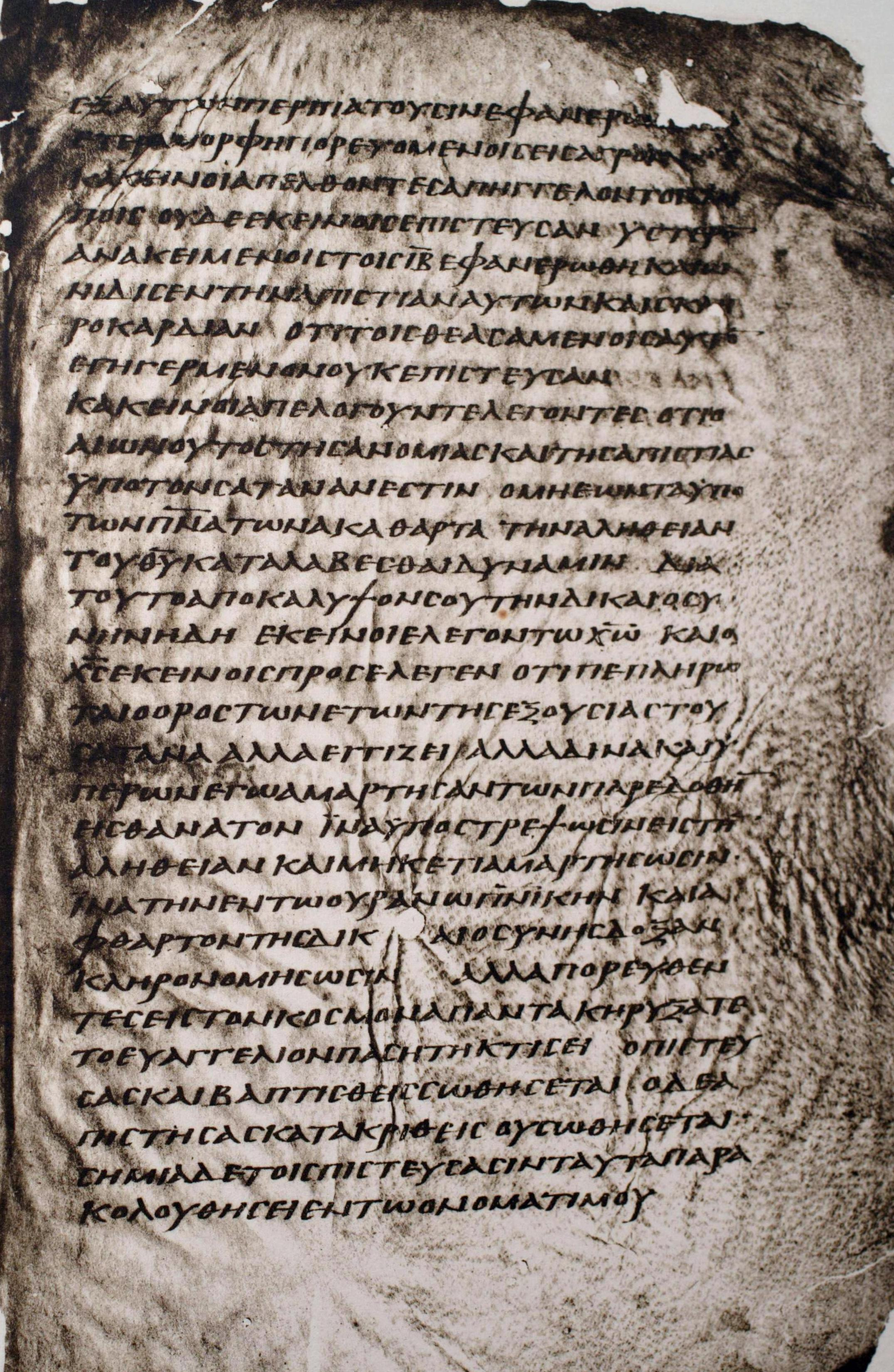
Le Codex Washingtonianus : Mc 16:12-17 avec le logion de Freer.

Le logion de Freer, qui se trouve dans le Codex Washingtonianus, est interpolé entre les versets 14 et 15. Joachim Jeremias note que ce codex présente la finale longue (Mc 16:1-8 et Mc 16:9-20) en y intégrant un dialogue entre Jésus-Christ ressuscité et ses disciples : là où en Mc 16:14 les reproches de Jésus quant à leur incrédulité sont immédiatement suivis par l'envoi en mission, les disciples rejettent la responsabilité sur Satan et invoquent la parousie. Le Christ leur répond que le pouvoir de Satan est arrivé à son terme. Est alors mentionné l'envoi en mission.
Le texte est le suivant : « Ceux-ci dirent pour leur défense : "Ce siècle d'impiété et d'incrédulité est sous le pouvoir de Satan qui ne permet pas que la vérité et la puissance de Dieu soient reçues par les esprits impurs ; c'est pourquoi révèle dès maintenant ta justice." Ils disaient cela au Christ et le Christ leur répondit : "Le terme des années du pouvoir de Satan est accompli, mais d'autres choses terribles approchent. Et j'ai été livré à la mort pour ceux qui ont péché afin qu'ils se convertissent à la vérité et qu'ils ne pèchent plus, afin qu'ils héritent de la gloire, de la justice, gloire spirituelle et incorruptible qui est dans le ciel." »